# Anne-Marie Duff

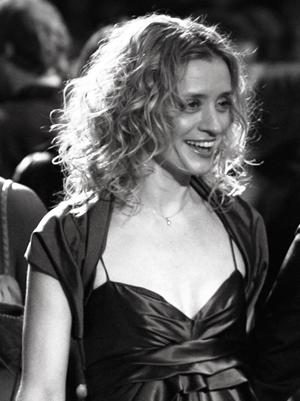
Anne-Marie Duff bei den British Academy Film Awards 2007 in Londons Royal Opera House

Anne-Marie Duff OBE (* 8. Oktober 1970 in London, England) ist eine britische Schauspielerin.

## Leben
Anne-Marie Duff wurde im Stadtteil Hayes End des Westlondoner Stadtbezirks Hillingdon geboren, wo sie die Mellow Lane School besuchte. Später studierte sie Schauspiel am Drama Centre London.
Duff lebt im Londoner Stadtteil Stroud Green. Im Oktober 2006 heiratete sie den Schauspieler James McAvoy. Seit dem Frühsommer 2010 sind beide Eltern eines Sohnes. Im Mai 2016 teilte das Ehepaar mit, sich scheiden zu lassen.

## Auszeichnungen
2000 war Anne-Marie Duff für einen Laurence Olivier Award nominiert, sie erhielt ihn jedoch erst fünf Jahre später für ihre Rolle der Fiona in der britischen Fernsehserie Shameless und für ihre Darstellung der Elizabeth I. von England in der aufwendigen BBC-Mini-Fernsehserie The Virgin Queen. Darüber hinaus gewann sie 2008 den BAFTA Cymru Award in der Kategorie "Beste Schauspielerin".
Bei den New Year Honors 2025 wurde sie für ihre schauspielerischen Verdienste als Officer des Order of the British Empire ausgezeichnet.

## Theater
- 1994: The Mill on the Floss als First Maggie
- 1994: Uncle Silas als Maud Ruthyn
- 1995/1996: Peter Pan als Wendy
- 1995: La Grande Magia als Amelia
- 1996: War and Peace als Natalsha
- 1997/1998: King Lear als Cordelia
- 1999: The Mother als Lyudmila
- 1999–2000: Collected Stories als Lisa
- 2000: A Doll's House als Nora
- 2002: The Daughter In Law als Minnie
- 2004: The Playboy Of The Western World als Pegín maidhc
- 2005: Days of Wine and Roses als Mona
- 2007: The Soldier's Fortune als Lady Dunce
- 2007: Saint Joan als Joan
- 2011: Cause Célèbre als Alma Rattenbury
- 2012: Bérénice Titelrolle
- 2013: Strange Interlude als Nina Leeds
- 2013: Macbeth als Lady Macbeth

## Filmografie (Auswahl)
- 1998: Amongst Women (Fernsehminiserie)
- 1999: Aristocrats (Fernsehminiserie)
- 2001: Enigma – Das Geheimnis (Enigma)
- 2001: The Way We Live Now (Fernsehminiserie)
- 2002: Die unbarmherzigen Schwestern (The Magdalene Sisters)
- 2002: Doctor Zhivago (Fernsehminiserie)
- 2002: Sünderinnen (Sinners, Fernsehfilm)
- 2003: Charles II: The Power and the Passion (Fernsehminiserie)
- 2004–2005, 2013: Shameless (Fernsehserie, 19 Folgen)
- 2005: Elizabeth I – The Virgin Queen (The Virgin Queen, Fernsehminiserie)
- 2006: Born Equal (Fernsehfilm)
- 2007: Garage
- 2006: Tagebuch eines Skandals (Notes on a Scandal)
- 2007: The History of Mr Polly
- 2007: The Waiting Room
- 2008: French Film
- 2008: Is There Anybody There?
- 2009: Ein russischer Sommer (The Last Station)
- 2009: Nowhere Boy
- 2012: Parade’s End – Der letzte Gentleman (Parade’s End) (Fernsehserie, 4 Folgen)
- 2013: Unter Beobachtung (Closed Circuit)
- 2014: Ich darf nicht schlafen (Before I Go to Sleep)
- 2015: Suffragette – Taten statt Worte (Suffragette)
- 2015: From Darkness (Fernsehserie, 4 Folgen)
- 2015: Molly Moon (Molly Moon and the Incredible Book of Hypnotism)
- 2017: Am Strand (On Chesil Beach)
- 2019: His Dark Materials (Fernsehserie, 5 Folgen)
- 2020–2021: Sex Education (Fernsehserie)
- 2022: Suspect (Fernsehserie)
- 2022: Bad Sisters (Fernsehserie)

## Radio-Engagements
- 2007: Kingdom of the Golden Dragon als The Narrator
- 2004: Life Half Spent
- 1998: Twelfth Night als Viola
- 2000: The Diary of a Provincial Lady
- 2001: A Time That Wals
- 2000: The Art of Love
- 2004: Jane Eyre als the narrator
- 2005: Ears Wide Open als Diane
- 2005: Othello als Desdemona
- 2006: The Queen at 80 als the narrator
- 2006: The Possessed als Liza/Marya
- 2006: Look Back in Anger als Alison